# Nacionalni dan borbe protiv nasilja nad ženama
Nacionalni dan borbe protiv nasilja nad ženama, dan koji se 22. rujna svake godine obilježava u Hrvatskoj u spomen na tri žene ubijene na zagrebačkom općinskom sudu 22. rujna 1999. godine, kada je tijekom brakorazvodne parnice policajac Mato Oraškić ubio sutkinju Ljiljanu Hvalec, suprugu Gordanu Oraškić i njezinu odvjetnicu Hajru Prohić, a ranio zapisničarku Stanku Cvetković. Datum spomendana odredio je Hrvatski sabor odlukom od 15. listopada 2004. U obrazloženju prijedloga odluke koji je Vlada uputila Saboru navedeno je da se u Hrvatskoj nasilje nad ženama, posebice fizičko, najčešće događa u obiteljskoj zajednici, koja bi trebala biti najsigurnije okruženje. Većina žrtava obiteljskog nasilja osobe su ženskog spola, a počinitelj obiteljskog nasilja najčešće je bračni ili izvanbračni suprug ili bivši suprug, a iza njih slijede otac žrtve ili njezin sin.
Osnovni cilj Nacionalnog dana jest senzibiliziranje društva na problematiku nasilja nad ženama te slanje jasne poruke da se nasilje ni u kakvom obliku ne tolerira. Od inauguracije Nacionalnog dana donesen je zakonodavni okvir koji potiče društvo i institucije na intenzivno bavljenje ovim problemom te na njihovu međusobnu suradnju i aktivnost. Osim toga nužno je osigurati dostupnost informacija o mogućnostima zaštite, pomoći i podrške osobama koje doživljavaju takav oblik nasilja.
Nacionalni dan obilježava se tradicionalno polaganjem vijenca i paljenjem svijeća na Općinskom građanskom sudu u Zagrebu, mjestu gdje se zbilo ubojstvo triju žena i pokušaj ubojstva još jedne žene. U drugim gradovima ovaj se dan obilježava mimohodom i prigodnim programom.
Žrtve obiteljskog nasilja u Republici Hrvatskoj se mogu obratiti za podršku i pomoć na broj 116 006- Nacionalni pozivni centar za žrtve kaznenih djela i prekršaja. 116 006 linija je besplatna, anonimna i dostupna svakim danom od 0-24h.